# Pawlikeni
Pawlikeni, bułg. Павликени – miasto w Bułgarii liczące 11 000 mieszkańców (2006). Siedziba władz gminy Pawlikeni.